# 過氧硝酸乙醯酯
過氧硝酸乙醯酯（英語：Peroxyacetyl nitrate）是一種過氧醯基硝酸鹽。它是光化學煙霧中的二次污染物。對熱不穩定，會分解成過氧乙醇自由基和二氧化氮氣體。它是一種催淚物質，意味著會刺激肺部和眼睛。
過氧硝酸乙醯酯或是一種比臭氧更穩定的氧化劑。因此它比臭氧更具有遠距離遷移能力。它作為氮氧化物進入農村地區的載體，並在全球對流層中形成臭氧。

## 大氣化學
過氧硝酸乙醯酯是在大氣中通過烃类在二氧化氮存在下光化學氧化成過氧乙酸自由基產生的。由於沒有直接排放，故屬於二次污染物。僅次於臭氧和過氧化氫，它是光化學煙霧的重要成分。
過氧硝酸乙醯酯是最重要的過氧醯基硝酸鹽。過氧硝酸乙醯酯及其同系物達到城市地區臭氧濃度的5%到20%。在較低的溫度下很穩定，可以長距離運輸，為其他未受污染的地區提供氮氧化物。在較高溫度下，它会分解成NO2和過氧乙酰基。
過氧硝酸乙醯酯在大氣中的衰變主要是熱衰變。因此在大氣的寒冷區域进行遠距離傳輸，而在較暖的區域分解。過氧硝酸乙醯酯也可以被紫外線輻射光解。它是一種儲存氣體，可作為ROx-和NOx自由基的来源和儲存。過氧硝酸乙醯酯分解產生的氮氧化物增強了對流層低層臭氧的產生。
過氧硝酸乙醯酯在大氣中的自然濃度低於0.1 µg/m³。德國城市的測量值顯示高達25 µg/m³。20世紀下半葉在洛杉磯測得的峰值超過200 µg/m³（1 ppm的過氧硝酸乙醯酯對應4370 µg/m³）。由於測量設置的複雜性，只能進行零星測量。
過氧硝酸乙醯酯是一种温室气体。

## 合成
過氧硝酸乙醯酯可以在親脂性溶劑中由過氧乙酸合成。
過氧硝酸乙醯酯也可以通過使用水銀燈光解丙酮和NO2在氣相中合成。硝酸甲酯作為副產物產生。

## 毒性
過氧硝酸乙醯酯的毒性高於臭氧。光化學煙霧引起的眼睛刺激更多是由過氧硝酸乙醯酯和其他微量氣體引起的。過氧硝酸乙醯酯可能參與皮膚癌的產生。特別是其含氯衍生物被認為是突變原。